# SH901iS
FOMA SH901iS（フォーマ・エスエイチ きゅう まる いち アイ・エス）は、シャープによって開発された、NTTドコモの第三世代携帯電話 (FOMA) 端末製品である。

## 概要
901iSシリーズとして初めて発売された。外部メモリーはminiSDカード（256MBまで：ドコモ発表。ただしサンディスクによる1GBカードの動作報告有り ）対応である。SH901iCに続き回転2軸ヒンジ方式を採用し、液晶を表側にして折り畳む「ビューアポジション」での操作が可能だが、液晶ディスプレイ側の操作ボタン「フロントコマンダー」は採用されず、サイドキーが追加された。
カメラ性能は携帯電話で初めて、アウトカメラはスーパーCCD約316万画素に対応した。オートフォーカス、動画撮影の際の手ぶれ補正対応。主にテレビ電話用のインカメラはCMOS約11万画素。
外見的な特徴として、表面ボディにアルミ素材を採用した事が上げられる。また、このアルミボディの表面処理は端末カラーごとに異なっている。
この端末のボタンは黄緑色に光る。
シャープ製携帯電話の特徴である「ハイスペックケータイ」もSH901iCより引き継がれ、150gの重量級になった。また、AV機器との連携にも対応しており、別売りの平型AV出力ケーブルを用いてテレビ電話や静止画などのTVへのAV出力と、TVなどからのAV入力によるminiSDカードへのビデオ録画が可能となっていたが、2011年7月に地上波アナログ放送が停波したことに伴い、目玉機能とも言われたテレビ放送の録画機能は利用できなくなってしまった。これは、本機がデジタル放送に使用されているCPRMなどのコピー防止技術に対応していないため、デジタル放送全般の録画ができないため起こったものである。(なお、地上デジタル放送含むデジタル放送の映像・音声を本機の画面上に出力することは可能)
液晶は当時アクオスの液晶画面に使用されていたことで知られる2.4インチの広視野角な「モバイルASV液晶」を搭載している。
iアプリは「Gガイド番組表リモコン」、「ケータイポストペット SH」、「3D MUSICAFE SH」、「電子マネー Edy」がプリインストールされている。
901iSシリーズ共通の特徴として、iモードFeliCa、800MHz帯「FOMAプラスエリア」のデュアルバンド対応、901iS以降の機種同士間での音声通話中のテレビ電話への切り替え、PDFファイルの閲覧やダウンロード（PDFファイルのみ）ができるPCドキュメントビューア機能に対応している。しかし、SH900i以降のSHARP製FOMA機種ではドキュメントビューア機能を搭載し、以前からPDFファイルの閲覧は可能であった（ダウンロードは不可）。PCドキュメントビューア機能が共通機能として搭載されたため、ドキュメントビューアからPDF閲覧機能は削除されたが、PCドキュメントビューア機能でPDFファイルを表示した場合、以前に比べて非常に動作が遅くなってしまった。
なお、同時期に発売された「P901iS」、「F901iS」、「D901iS」はドコモのネットワークから送られる時刻情報を元に自動で時間を補正する機能に対応しているが、本機は対応していない。

## 歴史
- 2005年3月28日：電気通信端末機器審査協会 (JATE)通過
- 2005年4月5日：技術基準適合証明 (TELEC) 通過
- 2005年5月17日：N901iS・F901iS・P901iS・D901iSと同時にドコモよりプレスリリース
- 2005年6月3日：全国で発売開始

## 不具合
- 2006年7月24日に文章入力中に特定の文字列を入力するとフリーズや再起動が起こる不具合の発生が発表され、預かり修理による対応が行われるに到った[1][2]。搭載されている日本語入力システムのケータイShoin3に起因する。